# Virgin Music Group
Virgin Music Group (VMG) est un distributeur mondial de musique de labels de disques indépendants fondé le 13 septembre 2022 et détenu par Universal Music Group.

## Histoire
Le 18 février 2021, Universal Music Group a annoncé Virgin Music Label & Artist Services, un nouveau réseau mondial destiné à fournir des services premium et flexibles aux artistes et aux labels. Sept mois après son annonce, Universal Music Group a lancé Virgin Music Group, en tant que société de divertissement et de musique, pour diriger les opérations de Virgin Music Label & Artist Services et d'Ingrooves. Avant son lancement, UMG a nommé les fondateurs de Mtheory, JT Myers et Nat Pastor, au poste de co-directeurs généraux de Virgin Music Group.

### Partenariat
Le 21 février 2023, Virgin Music Group a confirmé un partenariat entre sa filiale Virgin Music Label & Artist Services , division britannique de Virgin Music, et Modern Sky UK, label britannique. Interrogé par Chris Cooke, rédacteur en chef de Complete Music Update Business et PDG de Modern Sky UK et Amérique du Nord, David Pichilingi a déclaré : « Nous sommes ravis de signer cet accord avec Virgin Music UK, qui nous permet de disposer d'une équipe internationale en parfaite adéquation avec nos valeurs et notre ambition », a-t-il ajouté. « Cet accord nous permettra de travailler plus efficacement à l'échelle mondiale et nous sommes enthousiastes à l'idée de propulser Modern Sky vers de nouveaux sommets en 2023 aux côtés de nos amis et partenaires de Virgin Music. »

## Liens
- Ressource relative à la musique :   - MusicBrainz